# Motung
Motung is een bestuurslaag in het regentschap Toba Samosir van de provincie Noord-Sumatra, Indonesië. Motung telt 1176 inwoners (volkstelling 2010).